# Concierto para piano n.º 24 (Mozart)
El Concierto para piano y orquesta n.º 24 en do menor (K. 491) es un concierto compuesto por Wolfgang Amadeus Mozart para teclado (normalmente un piano o fortepiano) y orquesta. Mozart comenzó la composición del concierto en el invierno de 1785 y lo concluyó el 24 de marzo de 1786, tres semanas después de la finalización del Concierto para piano y orquesta en la mayor. Dado que Mozart iba a interpretar la obra él mismo, la parte del solista no estaba escrita por completo. El estreno se llevó a cabo a principios de abril de 1786 en el Burgtheater de Viena. Cronológicamente es el vigésimo de los veintitrés conciertos para piano originales que Mozart compuso.
Mozart únicamente compuso dos conciertos para piano en una tonalidad menor, el otro es el n.º 20 en re menor. Ningún otro concierto para piano de Mozart cuenta con una mayor variedad de instrumentos: la obra está compuesta para cuerdas, instrumentos de viento-madera, trompas, trompetas y timbales. El concierto consta de tres movimientos: el primero, Allegro, en forma sonata, es el de mayor duración de todos los primeros movimientos compuestos hasta la fecha; el segundo movimiento, Larghetto, está en su relativo mayor, es decir, mi♭ mayor y cuenta con un tema principal sorprendentemente simple; el último movimiento, Allegretto, vuelve a la tonalidad de partida y presenta un tema seguido de ocho variaciones.
Esta obra es una de las más avanzadas de Mozart en el género de concierto. Ludwig van Beethoven y Johannes Brahms se encuentran entre sus primeros admiradores. El musicólogo Arthur Hutchings lo consideró como el mejor concierto para piano y orquesta del salzburgués.

## Contexto

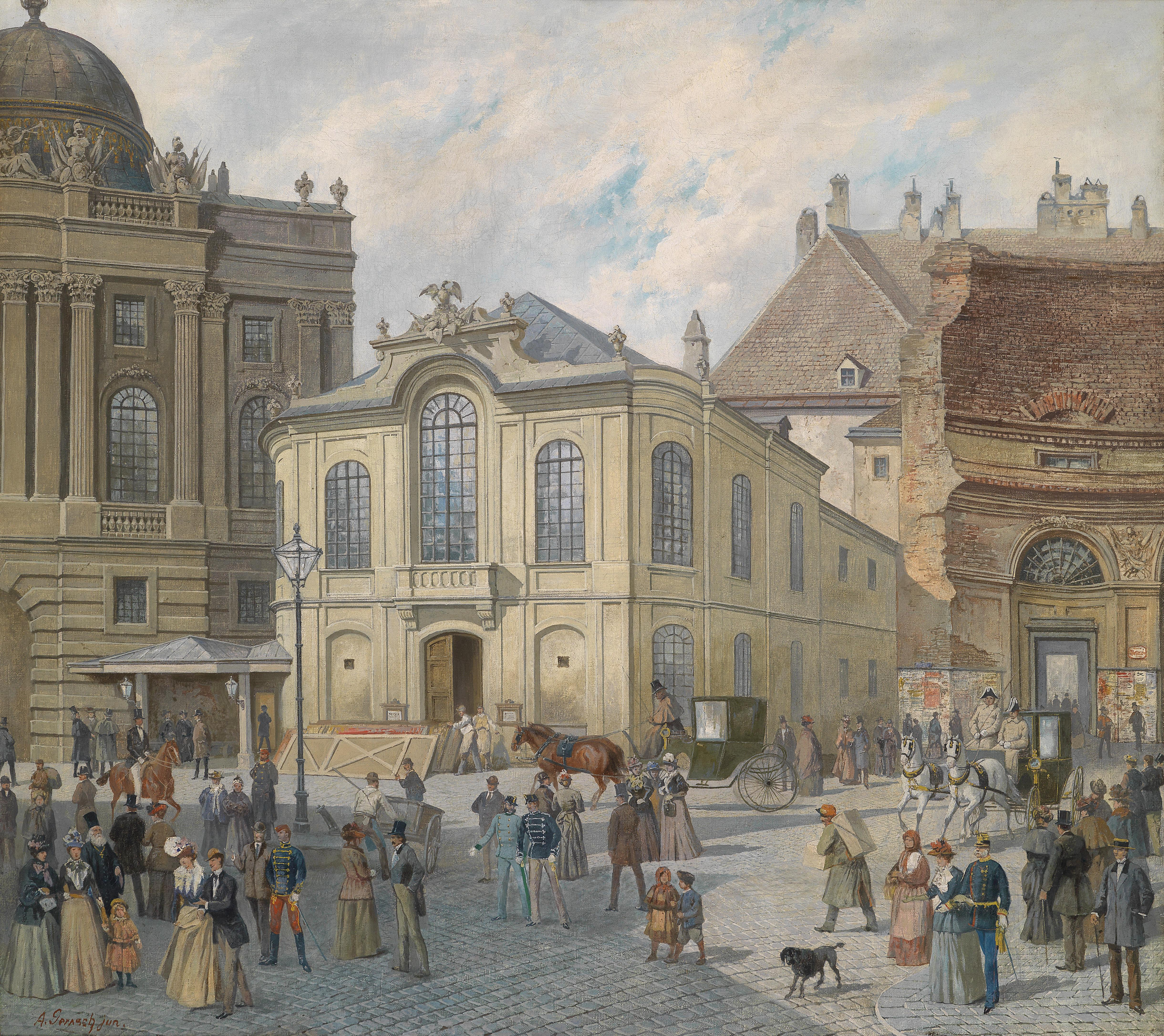
El concierto fue estrenado en el Burgtheater de Viena

Mozart compuso el concierto durante el invierno de 1785-1786, durante su cuarta temporada en Viena. Fue el tercero de una serie de tres conciertos para piano compuestos en rápida sucesión: los otros fueron el n.º 22 en mi♭ mayor y el n.º 23 en la mayor. Mozart terminó de componer el n.º 24 poco antes del estreno de Las bodas de Fígaro; las dos obras recibieron los números adyacentes 491 y 492 del catálogo Köchel. Aunque compuestas en las mismas fechas, ambas contrastan entre sí en gran medida: la ópera está compuesta casi en su totalidad en tonalidades mayores, mientras que el concierto es una de las pocas obras de Mozart en una tonalidad menor. El pianista y musicólogo Robert D. Levin sugiere que el concierto podría haber servido como una vía de escape para los aspectos más sombríos de la creatividad de Mozart mientras componía la ópera cómica. El estreno del concierto tuvo lugar el 3 o el 7 de abril de 1786 en el Burgtheater de Viena. Como venía siendo costumbre, Mozart tocó la parte de solista al mismo tiempo que dirigía desde el teclado.
En 1800, Constanze, la viuda de Mozart, vendió el manuscrito original de la obra al editor Johann Anton André, de Offenbach del Meno. Pasó por varias manos privadas durante el siglo XIX, antes de que sir George Donaldson, un filántropo escocés, la donara al Royal College of Music en 1894. El College sigue custodiando la partitura a día de hoy. La partitura original no contiene indicaciones de tempo; el tempo de cada movimiento se conoce solo a partir de los registros que Mozart hizo en su catálogo. Las partes orquestales en la partitura original están escritas de una manera nítida. La parte solista, por otro lado, está a menudo incompleta dado que en muchas ocasiones Mozart solo escribía la parte exterior en los pasajes de escalas o acordes rotos (arpegios). Esto sugiere que improvisó gran parte del papel solista cuando interpretó la obra. La partitura también contiene adiciones posteriores, incluyendo la del segundo tema de la exposición de la orquesta en el primer movimiento. Existen errores esporádicos de escritura, que el musicólogo Friedrich Blume atribuye a que Mozart «escribía a toda prisa y bajo presión interna».

## Descripción
El concierto se divide en tres movimientos:
1. Allegro en do menor (3/4)
2. Larghetto en mi♭ mayor (4/4)
3. Allegretto (Variaciones) en do menor (4/4)

El concierto está orquestado para una flauta, dos oboes, dos clarinetes, dos fagotes, dos trompas, dos trompetas, timbales y cuerdas; esta es la mayor variedad de instrumentos para los que Mozart compuso alguno de sus conciertos. Es uno de los dos conciertos para piano de Mozart que emplea dos oboes y clarinetes —el otro, su Concierto para dos pianos, tiene clarinetes solo a partir de la versión revisada—. El clarinete no era un instrumento habitual dentro de la orquesta. Robert D. Levin escribe: «la riqueza de la sonoridad del viento, debido a la inclusión de los oboes y clarinetes, es la característica tímbrica central del concierto: una y otra vez en los tres movimientos los vientos dejan a las cuerdas en un segundo plano». El instrumento solista del concierto está indicado en la partitura como «clave». Este término a menudo denota un clavecín, pero en este concierto Mozart se refería al término genérico que abarca el fortepiano, versión del siglo XVIII del piano moderno, que entre otras cosas tenía mayor capacidad dinámica que el clave.

## Primer movimiento
El primer movimiento es el de mayor longitud y complejidad que Mozart jamás haya compuesto en el género concertístico. Está compuesto en compás de 3/4, que, junto con los conciertos para piano de Mozart n.º 11 en fa mayor y n.º 14 en mi♭ mayor, son los únicos que también comienzan en compás ternario.

### Exposición

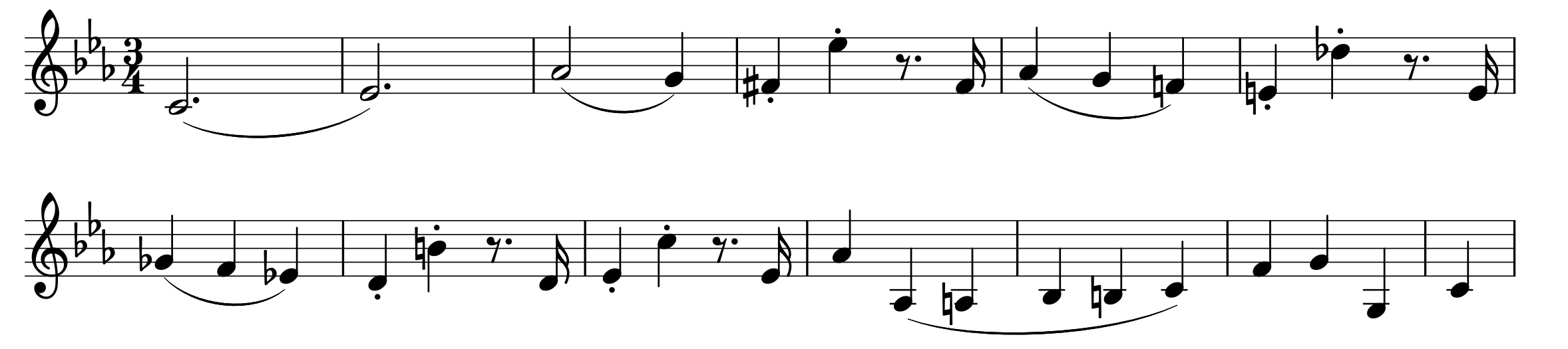
El tema principal del primer movimiento tal y como aparece al comienzo de la exposición orquestal

El primer movimiento sigue la forma sonata habitual en los conciertos de la época clásica. Comienza con la exposición por la orquesta, seguida por la exposición del piano solista, una sección de desarrollo, una recapitulación, una cadenza y una coda. Dentro de este esquema convencional, Mozart incorpora una amplia innovación estructural. La exposición orquestal, de 99 compases de duración, presenta dos grupos de material temático, uno primario y otro secundario, ambos en la tonalidad de do menor. La orquesta abre el tema principal al unísono, pero no muy fuerte sino en un dulce piano. El tema es ambiguo tonalmente: no se establece la tonalidad principal de do menor hasta la cadencia final en el decimotercer compás. También es de gran riqueza cromática, ya que en sus trece compases utiliza la totalidad de las doce notas de la escala cromática.
La exposición del piano solista sigue su contraparte orquestal y es aquí donde Mozart se salta la convención preestablecida ya desde el principio: el piano no entra con el tema principal. En cambio, tiene un pasaje solista de 18 compases, que, una vez concluido, da paso al tema principal por la orquesta. El piano luego retoma el tema en el compás séptimo. También se sale de los cánones convencionales el hecho de que la exposición del piano solista no reafirma el tema secundario de la exposición orquestal. En cambio, presenta una sucesión de nuevo material temático secundario. El musicólogo Donald Tovey consideró que esta introducción de material nuevo «subvierte la doctrina de que la función del tutti introductorio [la exposición orquestal] es la de predecir lo que el solista va a decir».
Llevados unos cien compases a lo largo de la exposición del piano solista, que ahora se encuentra en el relativo mayor de mi♭, el piano toca una trino cadencial, que lleva a la orquesta desde la séptima dominante a la tónica. Esto sugiere al oyente que la exposición individual ha llegado a su fin, pero Mozart le da un nuevo tema a los vientos. La exposición continúa durante unos 60 compases más, antes de que otro trino cadencial produzca la conclusión real, lo que provoca un ritornello que conecta la exposición con el desarrollo. El pianista y musicólogo Charles Rosen sostiene que Mozart creó así una «doble exposición». Rosen también sugiere que esto explica porqué Mozart alargó sustancialmente la exposición orquestal durante el proceso de composición: necesitaba una exposición orquestal de mayor duración para equilibrar su contraparte solista «doble».

### Desarrollo
El desarrollo comienza con una repetición de la exposición del piano solista, esta vez en el relativo mayor de mi♭. El Concierto n.º 20 es el único ejemplo en los conciertos de Mozart en el que la exposición del piano solista y el desarrollo comienzan con el mismo material. En el concierto n.º 24, el material se despliega en el desarrollo de una manera diferente a la exposición solista: el motivo del solo de apertura, con su semicadencia, se repite cuatro veces, con una intervención de los instrumentos de viento-madera, como si hiciera una «pregunta» tras otra. La última «pregunta» en do menor es contestada mediante una escala descendente desde el piano, que lleva a que la orquesta exponga el tema principal del movimiento en fa menor. Luego se desarrolla el tema orquestal: el motivo de los compases cuarto y quinto del tema desciende a través de un círculo de quintas, acompañado por una elaborada filigrana en el piano. Después de esto, el desarrollo procede a un tormentoso intercambio entre el piano y la orquesta, que el erudito del siglo XX sobre Mozart Cuthbert Girdlestone describe como «una de las pocas [ocasiones] en Mozart donde la pasión parece realmente desencadenada», y que Tovey describe como un pasaje de «gran y delicada masividad». El intercambio se resuelve en un pasaje en el que el piano reproduce una línea aguda de semicorcheas, sobre las cuales los vientos repiten recuerdos del tema principal. Este pasaje de transición finalmente modula a la tonalidad de partida de do menor, llevándonos al inicio de la recapitulación con una nueva reexposición, por parte de la orquesta, del tema principal del movimiento.

### Recapitulación,cadenzay coda
El amplio abanico de material temático presentado en las exposiciones orquestales y del piano solista suponen un reto para la recapitulación. Mozart consigue recapitular todos los temas en la tonalidad de partida de do menor. Los temas expuestos, necesariamente comprimidos, se presentan en un orden distinto y en su nueva forma contienen algunos momentos de virtuosismo para el solista. El último tema en ser recapitulado es el tema secundario de la exposición orquestal, que no se ha escuchado en los últimos 400 compases y ahora se escucha adornado por tresillos en el piano. La recapitulación concluye con el piano tocando semicorcheas arpegiadas seguidas de un trino cadencial que llevan al ritornello, que a su vez dirige a un calderón que da la entrada a la cadenza del solista.
Mozart no compuso una cadenza para el movimiento, o al menos no existen evidencias de que lo hubiera hecho. Numerosos compositores e intérpretes posteriores, como Johannes Brahms, Ferruccio Busoni y Gabriel Fauré, han compuesto su propia versión. A diferencia de otros conciertos de Mozart, la partitura no indica al solista que debe terminar su cadenza con un trino cadencial. La omisión del habitual trino es quizás algo deliberado y es posible que Mozart quisiera que la cadenza conectara directamente con la coda.
La típica coda mozartiana suele concluir con un tutti orquestal y un tacet para el solista. En este movimiento, Mozart rompe con esta convención y el solista interrumpe el tutti con un virtuosístico pasaje de semicorcheas que acompaña a la orquesta con los acordes finales en do menor en pianissimo.

## Segundo movimiento

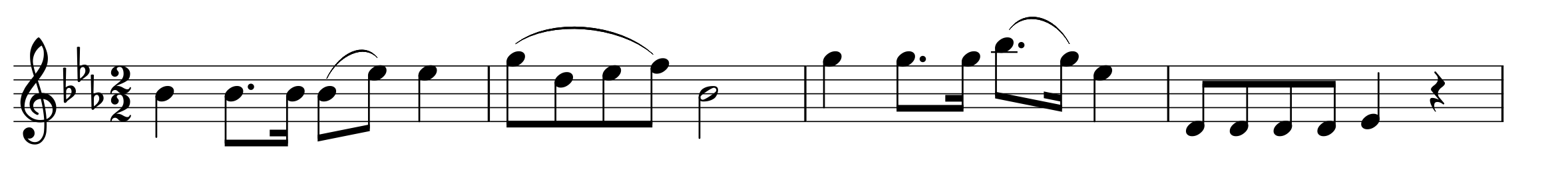
El tema principal del segundo movimiento destaca por su simplicidad. Donald Tovey describe el cuarto compás, extremadamente desnudo y nada ornamentado, como «ingenuo», pero considera que Mozart quería que así fuera

Alfred Einstein dijo que el segundo movimiento del concierto «se sitúa en la más pura y emotiva tranquilidad y tiene una expresión de transcendente simplicidad». El movimiento es un Larghetto en mi♭ mayor y en compás de 2
2, también denominado como alla breve. Las trompetas y timbales no tienen música escrita para este movimiento.
El movimiento se abre con el solista interpretando el tema principal de cuatro compases que es repetido a continuación por la orquesta. Este tema es, según Michael Steinberg, de «extrema simplicidad». Los primeros esbozos de Mozart del movimiento eran mucho más complejos. Es probable que simplificara el tema para lograr un mayor contraste con la oscura intensidad del primer movimiento. Una vez que la orquesta repite el tema principal, le sigue un puente o pasaje transicional muy simple que Girdlestone califica como «un mero esbozo» a ornamentar por el solista, argumentando que «tocarlo tal y como está escrito es traicionar la memoria de Mozart». Tras el puente, el solista toca los primeros cuatro compases de nuevo y, seguidamente, la orquesta introduce una nueva sección del movimiento en do menor. El tema principal regresa, con su ritmo alterado, separando la sección en do menor de una sección en la♭ mayor. Tras esta nueva sección, el tema principal vuelve para dar paso al final del movimiento, con su ritmo nuevamente alterado. En ese momento, el tema es interpretado dos veces por el solista, conectadas entre sí por el simple puente del comienzo del movimiento. Girdlestone expone que aquí «el solista tendrá que ser aún más imaginativo para adornar [el simple pasaje de puente] por segunda vez». La estructura general del movimiento es, por tanto, ABACA, es decir, sigue la forma rondó.
En la exposición central del tema principal —entre las secciones en do menor y la♭ mayor— existe un error de escritura que, de interpretarse de manera literal, causaría un choque armónico entre el piano y los vientos. Probablemente, Mozart compuso las partes de piano y vientos en momentos distintos, por lo que se trataría de un descuido por su parte. Alfred Brendel, que ha grabado el concierto en numerosas ocasiones, sostiene que los intérpretes no deben seguir la partitura ciegamente, sino corregir el error de Mozart. Brendel prosigue diciendo que el compás indicado para este movimiento es otro error de escritura. De interpretarse tal y como está escrito, es decir, en dos pulsos por compás en vez de cuatro, hace que el movimiento, en su opinión, sea demasiado rápido.

## Tercer movimiento

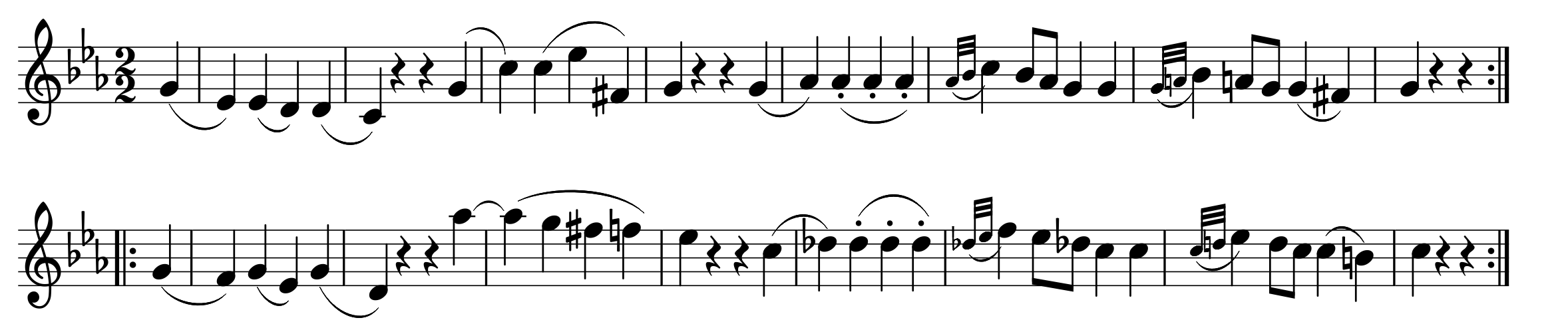
El tema del tercer movimiento, sobre el cual se construyen ocho variaciones, consta de dos secciones de ocho compases que se repiten

El tercer movimiento presenta un tema en do menor seguido de ocho variaciones sobre el mismo. Hutchings lo considera como «el mejor ejemplo de Mozart en la forma variación y su mejor último movimiento de un concierto».
La indicación de tempo de este movimiento es Allegretto. Rosen opina que debe dársele una velocidad como si de una marcha se tratara y apunta que este movimiento «generalmente se lleva demasiado rápido bajo la creencia de que un tempo más acelerado servirá para compensar el poderoso primer movimiento». La pianista Angela Hewitt ve en este movimiento no una marcha sino una «danza siniestra».
El movimiento introduce el tema con los violines acompañados de cuerdas y vientos. Este tema consta de dos frases de ocho compases, que se repiten: la primera modula de do menor a la dominante, sol menor, mientras que la segunda modula de vuelta a do menor. El solista no entra hasta la primera variación ornamentando el tema sobre un austero acompañamiento en las cuerdas.
Las variaciones dos a cuatro son lo que tanto Girdlestone como Hutchings describen como variaciones «dobles». Dentro de cada variación, cada una de las frases de ocho compases del tema sufre una variación en cada repetición (AXAYBXBY). Las variaciones cuatro y seis están en tonalidades mayores. Tovey hace alusión a la primera (en la bemol) como «alegre» y la última (en do) como «elegante». Entre estas dos variaciones en tonalidad mayor, la variación quinta regresa a do menor. Girdlestone la describe como «una de las más emotivas». La variación séptima tiene la mitad de duración que sus predecesoras, ya que omite la repetición en cada una de las dos frases de ocho compases. Esta variación concluye con un pasaje adicional de tres compases que culmina en un acorde de dominante que anuncia la llegada de una cadenza.
Tras la cadenza, el solista introduce la octava y última variación sin acompañamiento. No es hasta diecinueve compases más tarde que la orquesta se une. Esta variación conlleva un cambio de compás: de 2/2 se pasa a 2/4. Tanto la variación final como la coda que le sigue contienen numerosos acordes de sexta napolitana. Girdlestone hace alusión al «inquietante» efecto de estos acordes y sostiene que la coda en última instancia «proclama con desesperación el triunfo del modo menor».

## Recepción
Ludwig van Beethoven admiraba este concierto y puede que le influyera en su Concierto para piano n.º 3, también en do menor. Tras escuchar la obra en un ensayo, Beethoven supuestamente comentó a un colega que «nunca jamás seremos capaces de hacer algo así». Johannes Brahms también era un admirador del concierto, al animar a Clara Schumann que lo tocara, e incluso escribió su propia cadenza para el primer movimiento. Brahms se refería a esta obra como «una obra maestra de arte llena de inspiradas ideas».
Entre los eruditos contemporáneos del siglo XX, Girdlestone sostiene que el concierto es «en todos los sentidos uno de los mejores [de Mozart]; de buen grado podríamos decir el mejor, si no fuera posible escoger entre cuatro o cinco de ellos». En alusión a la «oscura, trágica y apasionada» naturaleza de la obra, Einstein afirma que «es difícil de imaginar la expresión en las caras del público vienés» cuando Mozart estrenó la pieza. El musicólogo Simon P. Keefe, en una exégesis de todos los conciertos de piano del salzburgués, mantiene que el n.º 24 es «una obra culminante dentro del género concertístico para piano de Mozart, firmemente enraizada con sus predecesores, aunque al mismo tiempo yendo un paso más allá que todos ellos». El veredicto del erudito de Mozart, Alexander Hyatt King, es que este concierto es «no solo el más sublime de toda la serie sino uno de los mejores conciertos para pianoforte jamás compuestos». Según Arthur Hutchings, «con independencia del valor que le asignemos a un único movimiento de los conciertos de Mozart, no hay otra obra tan importante como este concierto K. 491, ya que no compuso una obra en la que las partes formaran de forma tan decidida "un conjunto tan formidable"».